# امتزاجية

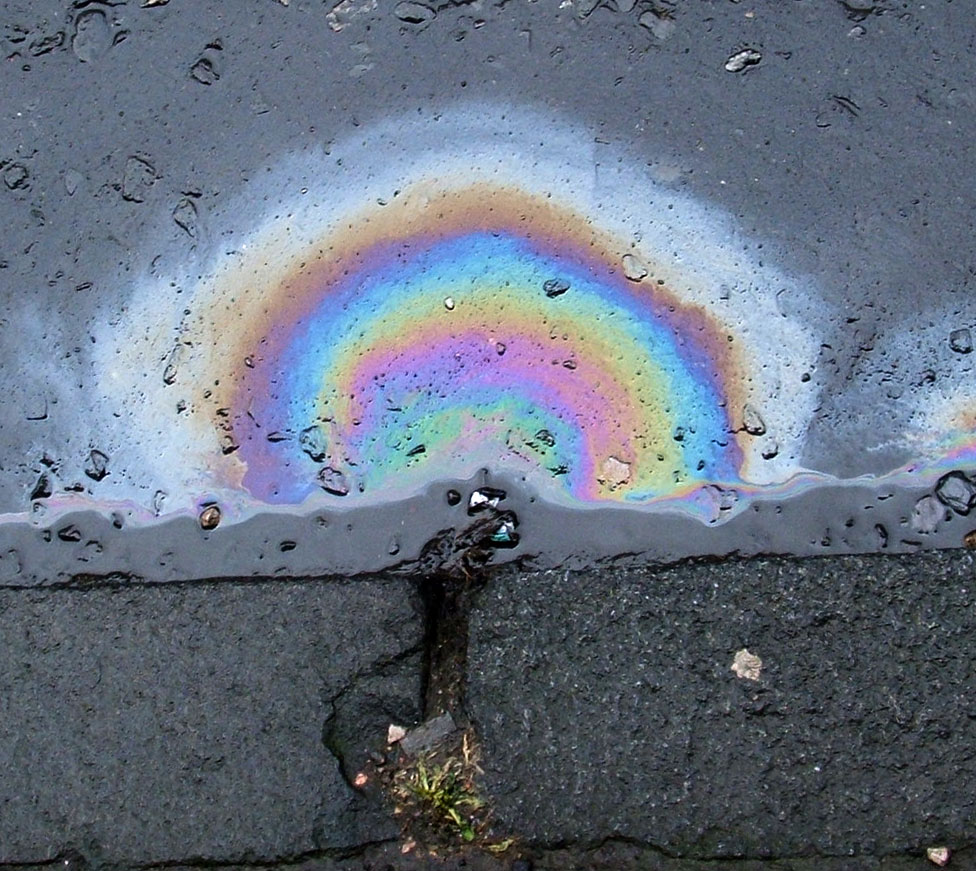
وقود الديزل لا يمتزج في الماء. يظهر قوس قزح بسبب التداخل البصري في الطبقات الرقيقة.

الامتزاج في الكيمياء هي خاصية السوائل في الامتزاج بكل النسب، مشكلة محلولاً متجانساً، ويطبق المفهوم أيضا على أطوار أخرى (المواد الصلبة والغازية)، لكن الاستخدام الأعم هو انحلالية سائل ما في آخر. الماء والإيثانول مثلاً هما متمازجان لأنهما يمتزجان بكل النسب مع الآخر.
ويطلق تعبير «غير امتزاجي» على المواد إذا لم تشكل محلولاً عند بعض النسب.ثنائي إيثيل الإيثر مثلاً يتمازج إلى حد ما في الماء لكنهما ليسا متمازجين لأنهما لا يشكلان محولا عند جميع النسب.

## اقرأ أيضا
- سكب
- ذوبان